# Campeonato Europeo de persecución individual femenina

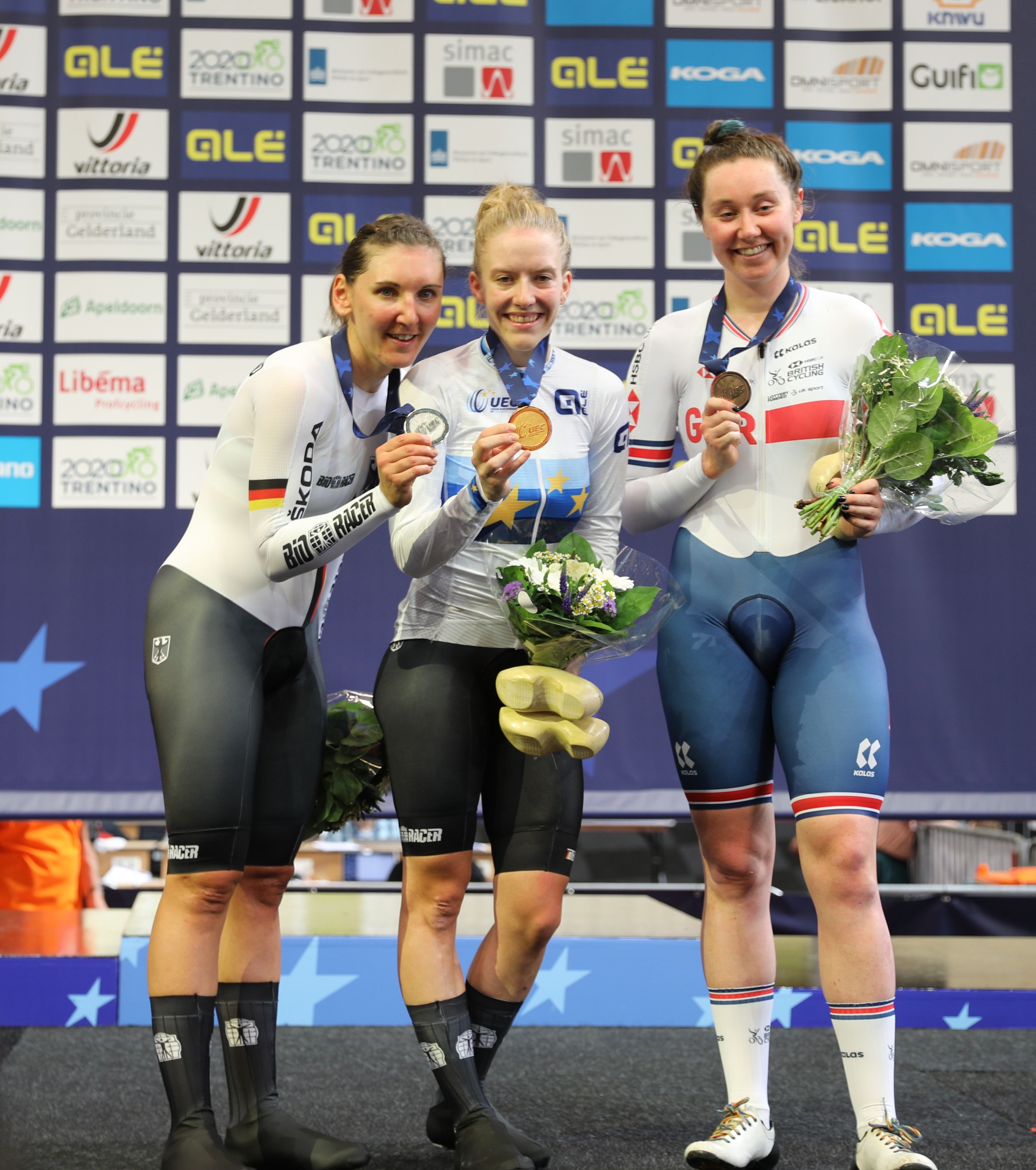
Podio (de izquierda a derecha): Lisa Brennauer, Franziska Brauße, Katie Archibald.

El Campeonato Europeo de persecución individual femenina es el campeonato de Europa de Puntuación organizado anualmente por la UEC. Se lleva disputando desde el 2014 dentro de los Campeonatos de Europa de ciclismo en pista.

## Palmarés
| Evento | Oro             | Plata              | Bronce            |
| ------ | --------------- | ------------------ | ----------------- |
| 2014   | Katie Archibald | Mieke Kroger       | Vilija Sereikaitė |
| 2015   | Katie Archibald | Élise Delzenne     | Ciara Horne       |
| 2016   | Katie Archibald | Justyna Kaczkowska | Anna Turvey       |